# Cour suprême de la fédération de Russie
Pour les autres articles nationaux ou selon les autres juridictions, voir Cour suprême.
La Cour suprême de la fédération de Russie, en russe : Верховный суд Российской Федерации, (en abrégé informel ВС РФ), est la plus haute juridiction de la Russie dans les affaires civiles, économiques, pénales, de droit privé, administratives et autres. Elle supervise aussi le travail des Cours inférieures et est successeur de la Cour suprême de l'URSS. Elle exerce un contrôle juridictionnel sur l'activité des tribunaux et dans ses domaines de compétence joue le rôle de cour d'appel et de cour de cassation. Le contrôle de constitutionnalité est la compétence de la Cour constitutionnelle de la fédération de Russie.

## Composition

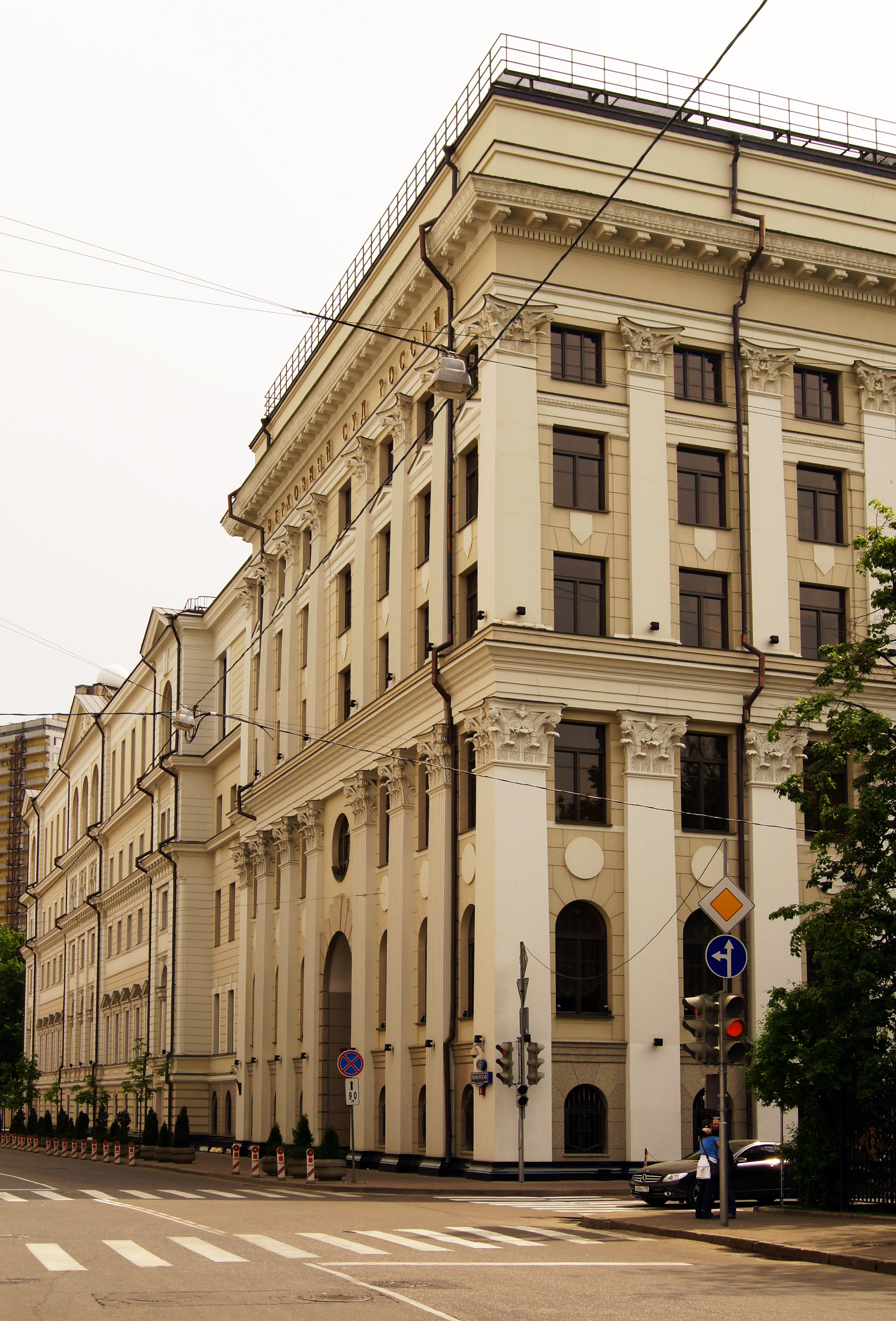
Bâtiment de la Cour suprême.

Ses membres sont nommés par le président de la fédération de Russie et confirmés par le Conseil de la fédération.
Présidents
- 1991-2024 : Viatcheslav Lebedev (en)
- 2024 : Piotr Serkov (intérim)
- 2024-2025 : Irina Podnosova
- Depuis 2025 : Iouri Ivanenko (intérim)